# جنيفر إل. نوكس
جنيفر إل. نوكس (بالإنجليزية: Jennifer L. Knox)‏ هي كاتِبة وشاعرة أمريكية، ولدت في 1968 في لانكستر في الولايات المتحدة.